# Сечури (Прахова)
Сечури (рум. Seciuri) насеље је у Румунији у округу Прахова у општини Шотриле. Oпштина се налази на надморској висини од 613 m.

## Становништво
Према подацима из 2002. године у насељу је живело 391 становника, од којих су сви румунске националности.